# الدريج
بلدة الدريج بلدة سورية تابعة لمنطقة التل في محافظة ريف دمشق. تقع على الخط الوهمي الفاصل بين المنطقتين الإداريتين التل والزبداني، ترتفع عن سطح البحر 1070 م.
تحيط بها القرى والبلدات التالية: عين الصاحب - منين - حوضة الدريج، ومن الشرق مدينة التل.
هي من أجمل قرى المنطقة من حيث الموقع والمساحة المتوسطة وقربها من العاصمة.

## معسكر الدريج ( معسكر كتائب البعث سابقاً)
أثناء عهد عائلة الاسد ، كان يُستخدم كمعسكر للتدريب العسكري للمتطوعين للخدمة بالجيش العربي السوري وهو لتدريب المتطوعين الذكور والإناث، ويرد بالمصادر أيضاً باسم معسكر كتائب حزب البعث الساقط . ويقع بالقرب من البلدة. يتبع المعسكر للقوات الخاصة السوريّة السابقة ويشترك بالتدريب به ضباط من معسكر الفرقة الرابعة القريب وكذلك اللواء 104 حرس جمهوري.
تم إعادة العمل في المعسكر بفترة بدء الحرب في سوريا وتشير المصادر إلى تخريج أكثر من 80 ألف متطوع للخدمة العسكري فيه يكون أغلبهم من خريجي الجامعات والكليات. وكان يدرب فيه مجموعة من الضباط السوريين والروس. يرسل الخريجون إلى مختلف مرتبات الجيش السوري وخصوصاً الفيلق الرابع والخامس اللذان تم استحداثهما بعد سنة 2015 لتعويض النقص الحاصل نتيجة مقتل وإصابة الآلاف من الجنود السوريين. يقع بالقرب من هذا المعسكر المعسكر الوطني للتدريب الجامعي بالديماس وهو لنفس الغاية.
بعد سقوط نظام الاسد أواخر عام 2024 ، من غير المعروف ما إذا كان سيظل مُستخدماً للتدريب العسكري أم لا .